# Conjetura de Schanuel
En matemáticas, específicamente en teoría de números trascendentes, la conjetura de Schanuel es una conjetura propuesta por Stephen Schanuel en los años 60 respecto al grado de trascendencia de ciertas extensiones del cuerpo de los números racionales.

## Enunciado
La conjetura es la siguiente:
Dados {\displaystyle z_{1},...,z_{n}}  números complejos linealmente independientes sobre los números racionales ℚ, la extensión de campo ℚ{\displaystyle (z_{1},...,z_{n},e^{z_{1}},...,e^{z_{n}})} tiene grado de trascendencia de al menos {\displaystyle n} sobre ℚ.
La conjetura puede ser encontrada en Lang (1966).

## Consecuencias
La conjetura, si resulta cierta, generalizaría resultados conocidos en teoría de números trascendentes. El caso especial donde los números {\displaystyle z_{1},...,z_{n}} son algebraicos es el Teorema de Lindemann-Weierstrass. Si, por otro lado, los números están escogidos de manera que {\displaystyle exp(z_{1}),...,exp(z_{n})} sean algebraicos entonces uno probaría que logaritmos linealmente independientes de números algebraicos son algebraicamente independientes, una versión más fuerte del teorema de Baker.
El teorema de Gelfond-Scheneider resulta de esta versión del teorema de Baker, así como la aún desconocida conjetura de los cuatro exponentes.